# Discestra colleti
Discestra colleti är en fjärilsart som beskrevs av Sparre-schneider 1876. Discestra colleti ingår i släktet Discestra och familjen nattflyn. Inga underarter finns listade i Catalogue of Life.